# Семеновська (муніципальне утворення «Пуйське»)
Семеновська (рос. Семёновская) — присілок в Вельському районі Архангельської області Російської Федерації.
Населення становить 10 осіб. Входить до складу муніципального утворення Пуйське муніципальне утворення.

## Історія
Від 1937 року належить до Архангельської області.
Від 2004 року належить до муніципального утворення Пуйське муніципальне утворення.

## Населення
| 2002 | 2010 | 2012 | 2014 |
| ---- | ---- | ---- | ---- |
| 18   | ↘10  | ↗11  | ↘10  |